# Morley-Gletscher
Der Morley-Gletscher ist ein steiler Gletscher im ostantarktischen Viktorialand. In der Explorers Range der Bowers Mountains fließt er in südlicher Richtung zwischen dem Hicks Ridge und Mount Tokoroa zum Carryer-Gletscher.
Der United States Geological Survey kartierte ihn anhand eigener Vermessungen und Luftaufnahmen der United States Navy aus den Jahren von 1960 bis 1962. Das Advisory Committee on Antarctic Names benannte ihn 1964 nach dem australischen Meteorologen Keith T. Morley, der im Jahr 1958 im Rahmen des Internationalen Geophysikalischen Jahres (1957–1958) auf der Station Little America V tätig war.